# Notre-Dame de Dorleta

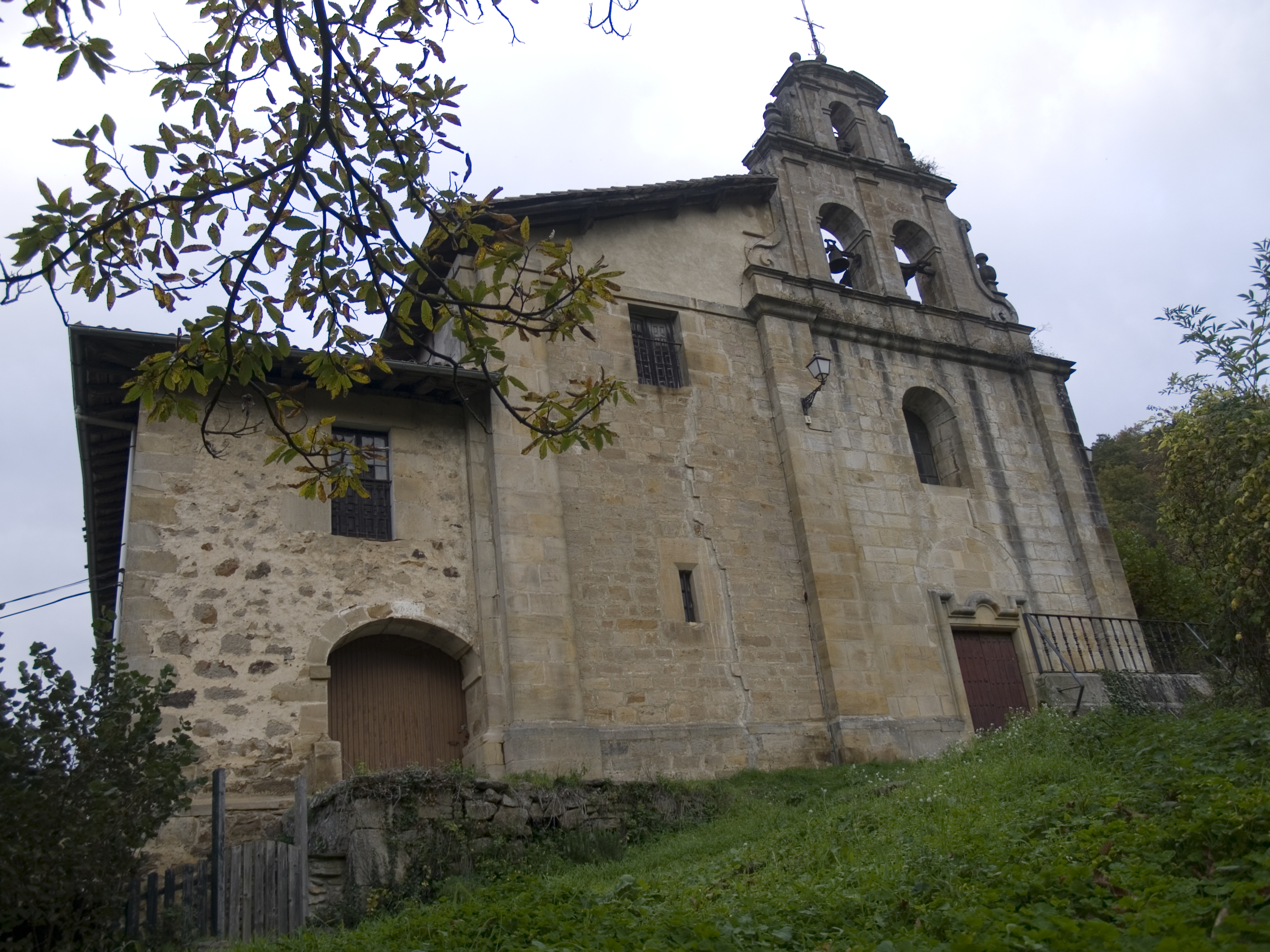
Sanctuaire de Notre-Dame de Dorleta

Notre-Dame de Dorleta (Nuestra Señora de Dorleta en espagnol) est considérée comme la patronne des cyclistes en Espagne. 
Le Sanctuaire de la Vierge de Dorleta est situé au Pays basque, à Leintz-Gatzaga (ou Salinas de Léniz), près du col de la Porte d'Arlaban (617 m), qui permet d'aller à Vitoria-Gasteiz.
Ce village est situé à 100 km de la frontière française à Hendaye et à la limite sud-est de la province du Guipuscoa. Dans la vallée coule le fleuve Deba. Notre-Dame de Dorleta se trouve à 500 m d'altitude à l'extrémité d'une petite route à une courte distance du village.

## Son histoire
Le sanctuaire s'est d'abord appelé Notre-Dame de Gaztelu en raison de l’existence, dans le passé, d'un château de ce nom. Le château de Gaztelu était situé en haut d’un petit promontoire pour défendre l'exploitation des salines (gatzaga). Le sanctuaire a été l’église de la paroisse jusqu’en 1331, il est devenu ensuite une hôtellerie de passage pour les pèlerins du Chemin de Saint-Jacques-de-Compostelle venant de France.
La construction de l'édifice est dans l’ensemble du XVIIe siècle mais du fait des travaux réalisés au long des années, c'est un mélange de différents styles, avec des restes de l'époque médiévale. À l'époque de sa splendeur le sanctuaire a reçu des objets de valeur dont un tableau de El Greco qui se trouve à l'Évêché maintenant.
L'actuelle statue de la Vierge est une sculpture gothique des XIIIe – XVIe siècles, dans laquelle la Mère et le Fils apparaissent dans une attitude de contemplation mutuelle.

## La Vierge patronne des cyclistes[1]
La Vierge de Dorleta a été couronnée lors d'une cérémonie le 26 octobre 1958 à Arlaban.

À la suite de cette cérémonie, un groupe de cyclotouristes régionaux a proposé d'élire Notre Dame de Dorleta "Patronne des cyclistes". L'idée a été exposée au Curé de Leintz-Gatzaga, à l'évêque de Saint-Sébastien puis aux Fédérations du Guipuscoa et de Biscaye qui se sont jointes à l'initiative. 

Trois cyclistes se sont déplacés à Rome à bicyclette pour présenter la demande que la Vierge de Dorleta soit déclarée Patronne des cyclistes. Le pape Jean XXIII les a reçus le 8 août dans une audience particulière avec les représentants des Fédérations. La Vierge de Dorleta a ainsi été déclarée Patronne universelle des cyclistes.

À l’intérieur de l’église se trouve la sculpture de la Vierge de Dorleta. De nombreux coureurs cyclistes viennent dans ce lieu pour implorer une protection, ou après les courses pour remercier en déposant les bouquets de fleurs gagnés. 

Les coureurs remercient aussi la Vierge de Dorleta pour avoir fini leurs courses sans incident, qu’il s’agisse des chutes toujours redoutées ou des maladies.

## Autres chapelles consacrées au cyclisme
Ce sanctuaire a deux équivalents :
- en Italie[2] : la chapelle Madonna del Ghisallo située près du lac de Côme au col de Ghisallo (754 m) ;
- en France[3] : la chapelle Notre-Dame des Cyclistes située à Labastide-d'Armagnac près de Mont-de-Marsan.